# Brun mungo
Brun mungo eller mörkbrun mangust (Urva fusca, Syn. Herpestes fuscus) är en däggdjursart som beskrevs av Waterhouse 1838. Herpestes fuscus ingår i släktet Herpestes och familjen manguster.
Artepitet fuscus eller fusca i det vetenskapliga namnet är det latinska ordet för brun eller skuggig.
Arten blir 33 till 48 cm lång (huvud och bål), har en 19,8 till 33,6 cm lång svans och väger ungefär 2,7 kg. Bakfötterna är 6,5 till8,7 cm långa. Huvudet, bålen och extremiteternas övre delar är täckta av svartbrun päls som ser spräcklig ut på grund av inblandade gula och ljus rödbruna hår. Herpestes fuscus har nästan helt svarta fötter och den yviga svansen blir smalare fram mot spetsen. I varje käkhalva förekommer 3 framtänder, 1 hörntand, 4 premolarer och 2 molarer.
Denna mangust lever i södra Indien och på Sri Lanka. Den vistas där i kulliga områden och upp till 1300 meter höga bergstrakter. Habitatet utgörs av skogar samt av urbaniserade områden. På Sri Lanka hittas arten bara i låglandet.
Det är inte mycket känt om levnadssättet. Troligen är individerna nattaktiva och främst ensamlevande. Ungarnas uppfostran sker i lyor mellan klippor eller mellan rötter. Honan föder tre eller fyra ungar per kull.
Denna mangust är sällsynt. Den hotas troligtvis av landskapsförändringar. Kanske påverkas den även av gödsel och bekämpningsmedel mot insekter. Brun mungo registreras ganska oft med hjälp av kamerafällor. IUCN kategoriserar arten globalt som livskraftig (LC).

## Underarter
Arten delas in i följande underarter:
- H. f. fuscus
- H. f. flavidens
- H. f. maccarthiae
- H. f. rubidior
- H. f. siccatus